# 久慈貫一
久慈 貫一（くじ かんいち、1869年4月9日（明治2年3月5日） - 1924年（大正13年）9月25日）は、日本の政治家。衆議院議員（1期）。

## 経歴
岩手県出身。農業を営む。岩手県会議員、九戸産馬組合議員、同副組合長、県産馬組合副組合長となる。
1920年の第14回衆議院議員総選挙において岩手3区から立憲政友会公認で立候補して当選する。衆議院議員を1期務めた。1924年の第15回衆議院議員総選挙に立候補したが落選した。落選から間もなく死去した。